# Liste der Aussichtstürme im Kanton Solothurn
Die folgende Liste von Aussichtstürmen enthält Bauwerke des Kantons Solothurn, welche über für den Publikumsverkehr zugängliche Aussichtsmöglichkeiten verfügen.
| Bild                                       | Name des Turms        | Gemeinde    | Baujahr | Gesamthöhe | Plattformhöhe | Bauwerkstyp               | ZoomViewer Panoramabild |
| ------------------------------------------ | --------------------- | ----------- | ------- | ---------- | ------------- | ------------------------- | ----------------------- |
| Chutzefluehturm                            | Chutzefluehturm       | Olten       |         | 7 m        | 4 m           | Holz                      |                         |
| Gempenturm                                 | Gempenturm            | Gempen      | 1897    | 28 m       |               | Stahlfachwerkkonstruktion |                         |
| Aussichtsturm Herbetswil                   | Herbetswilturm        | Herbetswil  | 2022    | 7,5 m      | 5 m           | Holz                      |                         |
| Ruine Neu-Falkenstein                      | Ruine Neu-Falkenstein | Balsthal    | um 1100 | 16 m       | 15 m          | Stein                     |                         |
| Remelturm                                  | Remelturm             | Kleinlützel | 1901    | 8 m        | 7 m           | Beton                     |                         |
| St. Ursenkathedrale                        | St. Ursenkathedrale   | Solothurn   | 1769    | 66 m       | 50 m          | Stein                     |                         |
| Beobachtungsturm Naturschutzinseln Selzach | Wititurm              | Selzach     | 2020    | 6 m        | 4 m           | Holz                      |                         |